# Мейдзьо Нобуо
Мейдзьо Нобуо (яп. 名城信男), відомий як Нобуо Насіро (англ. Nobuo Nashiro; 12 жовтня 1981) — японський професійний боксер, чемпіон світу за версією WBA (2006—2007, 2008—2010) у другій найлегшій вазі.

## Професіональна кар'єра
Дебютував на професійному рингу в липні 2003 року. У серпні 2004 року у своєму 5-му професійному бою здійснив прорив у світовому рейтингу, здобувши перемогу одностайним рішенням над Хіденобу Хондою.
3 квітня 2005 року бився з японським чемпіоном у другій найлегшій вазі Сейдзі Танакою. Обидва часто проводили спаринги та тренувалися разом, і Нобуо переміг технічним нокаутом у 10-му раунді, вигравши титул. Однак після бою Танака впав у кому і через два тижні помер. Після смерті Танаки Насіро впав в депресію і серйозно задумався про завершення кар'єри через відчуття провини, та все ж через сім місяців вийшов в ринг для захисту титулу, виграного у Танаки.
22 липня 2006 року у своєму 8-му бою завоював титул WBA в другій найлегшій вазі, вигравши технічним нокаутом у Мартіна Кастільйо (Мексика). Провівши один вдалий захист, 3 травня 2007 року програв одностайним рішенням ексчемпіону WBA Александеру Муньйосу (Венесуела).
Після того як Крістіан Міхарес (Мексика), здобувши перемогу над Александром Муньосом, об'єднав титули чемпіона світу за версіями WBA (Super) та WBC, 15 вересня 2008 року Нобуо вдруге завоював вакантний титул звичайного чемпіона WBA, перемігши розділеним рішенням суддів іншого японця Коно Кохеї. Захистив цей титул у бою проти Коносуке Томіями.
30 вересня 2009 року бився з Уго Казаресом (Мексика). Поєдинок завершився нічиєю, і 8 травня 2010 року суперники зустрілися вдруге. Казарес переміг одностайним рішенням, відібравши звання чемпіона.
5 лютого 2011 року Нобуо вийшов на бій проти чемпіона WBC Томаса Рохаса (Мексика) і програв одностайним рішенням.
4 листопада 2011 року вийшов на бій проти нового чемпіона WBC Сурія Сор Рунгвісаі (Таїланд) і програв одностайним рішенням.
1 вересня 2012 року вийшов на бій проти чемпіона WBA Теппаріт Сінгванча (Таїланд) і програв рішенням більшості.